# L'elefante del mago
L'elefante del mago (The Magician's Elephant) è un film d'animazione del 2023 diretto da Wendy Rogers, tratto dall'omonimo romanzo per ragazzi di Kate DiCamillo.

## Trama
Quando l'orfano Peter va alla ricerca della sorella scomparsa un'indovina gli consiglia di chiedere aiuto a un mago con un elefante. Dovrà intraprendere tre missioni difficili.

## Distribuzione
Il film è stato distribuito sulla piattaforma Netflix a partire dal 17 marzo 2023.